# خوتیتوو
خوتیتوو (به چکی: Chotětov) یک منطقهٔ مسکونی در جمهوری چک است که در ناحیه ملادا بولسلاو واقع شده‌است. خوتیتوو ۱۳٫۱۴ کیلومتر مربع مساحت و ۸۸۶ نفر جمعیت دارد و ۲۶۸ متر بالاتر از سطح دریا واقع شده‌است.